# Ofiomancia
Ofiomancia era un tipo de adivinación. 
Este tipo de predicción era muy frecuente entre los antiguos y consistía en observar los movimientos o giros de las culebras. En un principio reputadas estas como símbolo de la salud y de la vida, se vieron constantemente figuradas en los jeroglíficos y enlazadas en el bastón de Esculapio, formando por lo común parte del tocado y adorno de Isis e inseparables del baúl o cofre que encerraba los misterios. 
Se manejaban siempre en el ceremonial para dar a entender que era uno de los medios principales para revelar la voluntad de los dioses y para conocer las predicciones. Los sacerdotes y adivinos empleaban en realidad culebras domesticadas y mantenidas de modo que el pueblo ignoraba que lo estuviesen. Este al considerarlas venenosas, prorrumpía en exclamaciones y gestos de asombro creyendo ver milagros al contemplar que los sacerdotes las tocaban sin ningún temor y sin sufrir consecuencias funestas.